# 猶因他獸
猶因他獸（學名：Uintatherium，意思為「猶因塔山脈的野獸」），又稱為恐角獸，是一屬已滅絕的哺乳動物，總共包含2種。U. anceps發現於早中期始新世的美國懷俄明州近福特·布瑞橘爾，U. insperatus則發現於中晚期始新世的中國河南省。猶因他獸為化石戰爭的焦點之一，古生物學家愛德華·德林克·科普（Edward Drinker Cope）與奧塞內爾·查利斯·馬什（Othniel Charles Marsh）先後針對U. anceps的化石遺骸提出了22種命名，然而現今多已廢棄不採用。
猶因他獸生存於4500-3700萬年前始新世早至晚期。牠們是草食性的，以樹葉、草及灌木為食物。猶因他獸生活在近水的地方，並以其像劍的犬齒來刺起水中或沼澤的植物來吃。牠們的滅絕可能是因氣候的改變及雷獸的競爭所致。

## 描述

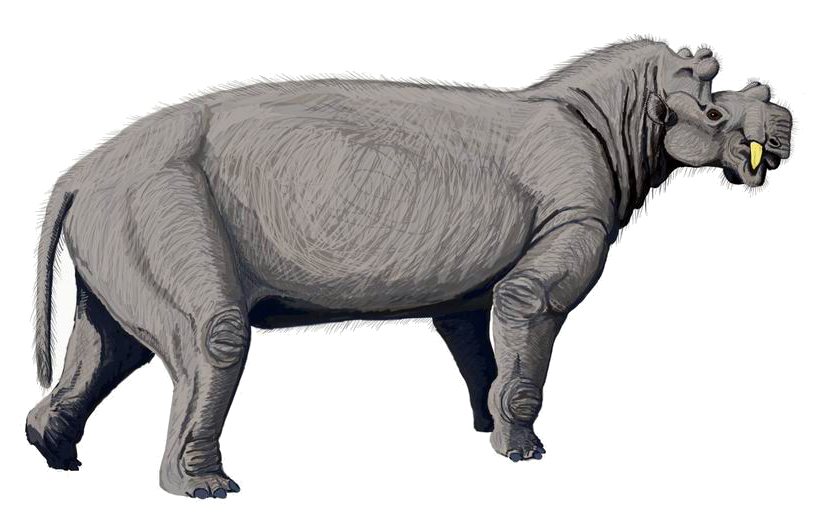
復原圖

猶因他獸為大型的草食性動物，體長可達4米（13英尺），肩高可達1.7米（5.6英尺），體重則有2噸，體型上類似現今的犀牛，縱使兩者之間並沒有很近的親緣關係。

### 顱骨

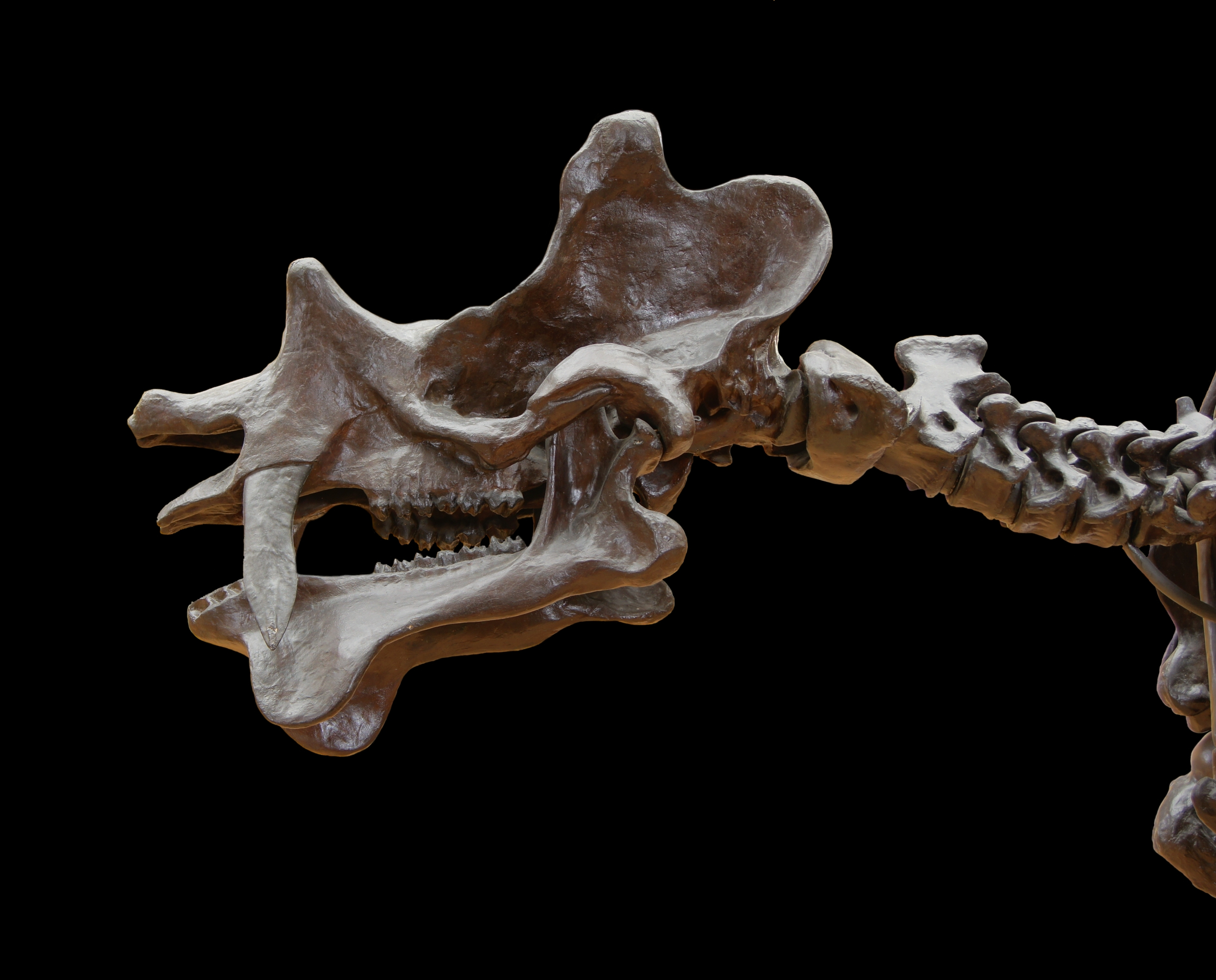
U. anceps的顱骨翻模，攝於國立自然史博物館 (法國)

猶因他獸最特別的地方是牠的頭顱骨，非常巨大堅實，然後卻又具有明顯的凹陷，這項特殊的特徵除了猶因他獸外只存在雷獸科的物種上。由於牠的頭蓋骨非常厚，故顱腔很細小。頭顱骨上有很多竇房，可以減輕其重量，如同大象的顱骨。
最大的上犬齒與劍齒虎的相似，可能是用來作為防禦武器使用，或者是用來在拔取沼澤中的水生植物。上犬齒呈現兩性異形，雄性的較雌性的為大。
雄性頭顱骨的前額部份上有6隻骨質角，類似於現今的長頸鹿（和犀牛角不同，犀牛角由角蛋白凝合而成）。這些角的功用仍是一個謎，有可能用作防禦或是雄性間在爭奪配偶時行展示用途。

## 外部連結
- Academy of Natural Sciences （页面存档备份，存于）
- National Park Service （页面存档备份，存于）